# 1649 en littérature
| Années de la littérature : 1646 - 1647 - 1648 - 1649 - 1650 - 1651 - 1652    |
| Décennies de la littérature : 1610 - 1620 - 1630 - 1640 - 1650 - 1660 - 1670 |

Cet article présente les faits marquants de l'année 1649 en littérature.

## Événements
- 1er septembre : le philosophe français Descartes quitte Amsterdam pour se rendre en Suède à l’invitation de Christine. Il y meurt peu après son arrivée, le 11 février 1650[1].

- Pierre Gassendi rédige Syntagma philosophicum (1649-1655), publié à Lyon dans les Opera omnia en 1658[2].

## Parutions
- 9 février : publication d’Eikon Basilike (« Le Livre du roi ») : Portrait du roi dans sa solitude et ses souffrances, Londres, 1649 (présentation en ligne), dix jours après l'exécution de Charles Ier le 30 janvier, journal supposé du roi d'Angleterre écrit par John Gauden[3].
- Vers le 6 octobre : publication d’Eikonoklastes, réquisitoire contre Charles Ier en réponse à Eikon Basilike, de John Milton[3].

- René Descartes, Les Passions de l'âme, Paris, Henry Le Gras, 1649 (Les Passions de l’âme)

- Saint Augustin, Confessions : Traduites en françois par Monsieur Arnauld d’Andilly, Paris, Veuve Jean Camusat et Pierre Le Petit, 1649 (présentation en ligne).

- Début de la publication d'Artamène ou le Grand Cyrus de Mademoiselle de Scudéry, qui dure jusqu'en 1653, le plus long roman français jamais écrit, en dix volumes publiés à Paris chez Augustin Courbé[4].

- Richard Lovelace, Lucasta : Épodes, Odes, &c., London, Thomas Harper, Thomas Evvster, 1649 (présentation en ligne), recueil de poèmes.